# Areiópolis
Areiópolis es un municipio brasileño del estado de São Paulo. Se localiza a una latitud 22º40'05" sur y a una longitud 48º39'54" oeste, estando a una altitud de 635 metros. Su población estimada en 2004 era de 10.452 habitantes.
Posee un área de 85,9 km². 

## Demografía
Datos del Censo - 2000
Población total: 10.296
- Urbana: 8.560
- Rural: 1.736
- Hombres: 5.295
- Mujeres: 5.001

Densidad demográfica (hab./km²): 119,86
Mortalidad infantil hasta 1 año (por mil): 18,78
Expectativa de vida (años): 69,74
Tasa de fertilidad (hijos por mujer): 3,15
Tasa de alfabetización: 85,60%
Índice de Desarrollo Humano (IDH-M): 0,745
- IDH-M Salario: 0,660
- IDH-M Longevidad: 0,746
- IDH-M Educación: 0,830

(Fuente: IPEAFecha)